# Шахтар (палац спорту)
Пала́ц спо́рту «Шахта́р» — пам'ятка архітектури в Донецьку. Побудований в 1952—1953 роках на місці колишнього цегельного заводу, залишки якого були прибрані в 1947 році. Архітектори — Г. І. Навроцький та О. К. Терзян.

## Загальний опис
Це перший критий спортивний зал в Україні і один з перших в СРСР критих спортивних залів. До цього будувалися спортивні зали із сидіннями уздовж стін, а палац спорту Навроцького був багатофункціональною спорудою із трибунами й мав оригінальну архітектуру.
Будинок став прообразом сучасних багатофункціональних спортивних залів, зіграв роль у формуванні нового типу суспільних будинків і став першим типовим спеціалізованим спортивним комплексом у Радянському Союзі, а також початком серії подібних споруджень.
Розміри основного залу — 30х30 метрів, до комплексу також входять зали для занять важкою атлетикою, фехтуванням і боксом. У залі передбачені трибуни для 600 глядачів. Під трибунами перебувають роздягальні, душові, інструкторські, масажні й інші допоміжні приміщення.
Тут розташовувався гімнастичний зал добровільного спортивного товариства «Шахтар».
Авторський колектив одержав всесоюзну премію за найкращий будинок 1952 року. У цей час будинок є пам'ятником архітектури й охороняється державою.
Під час будівництва будинку в 1952 році фасад палацу спорту виходив на бульвар Пушкіна, а з тильної сторони будинку перебували промислові склади. В 1960-ті роки була сформована вулиця Університетська і виявилася, що тильна сторона виходить на другу за значенням вулицю Донецька, маючи при цьому не дуже привабливий вигляд.
Будинок зображений на художньому маркованому конверті, випущеному поштою СРСР 13 серпня 1963 (художник І. Пчелко, номінал 4 копійки, підпис «Українська РСР. Донецьк. Палац фізкультури „Шахтар“», номер в Каталозі ЦФА 2715).

## Світлини

Кінотеатр імені Т. Г. Шевченка
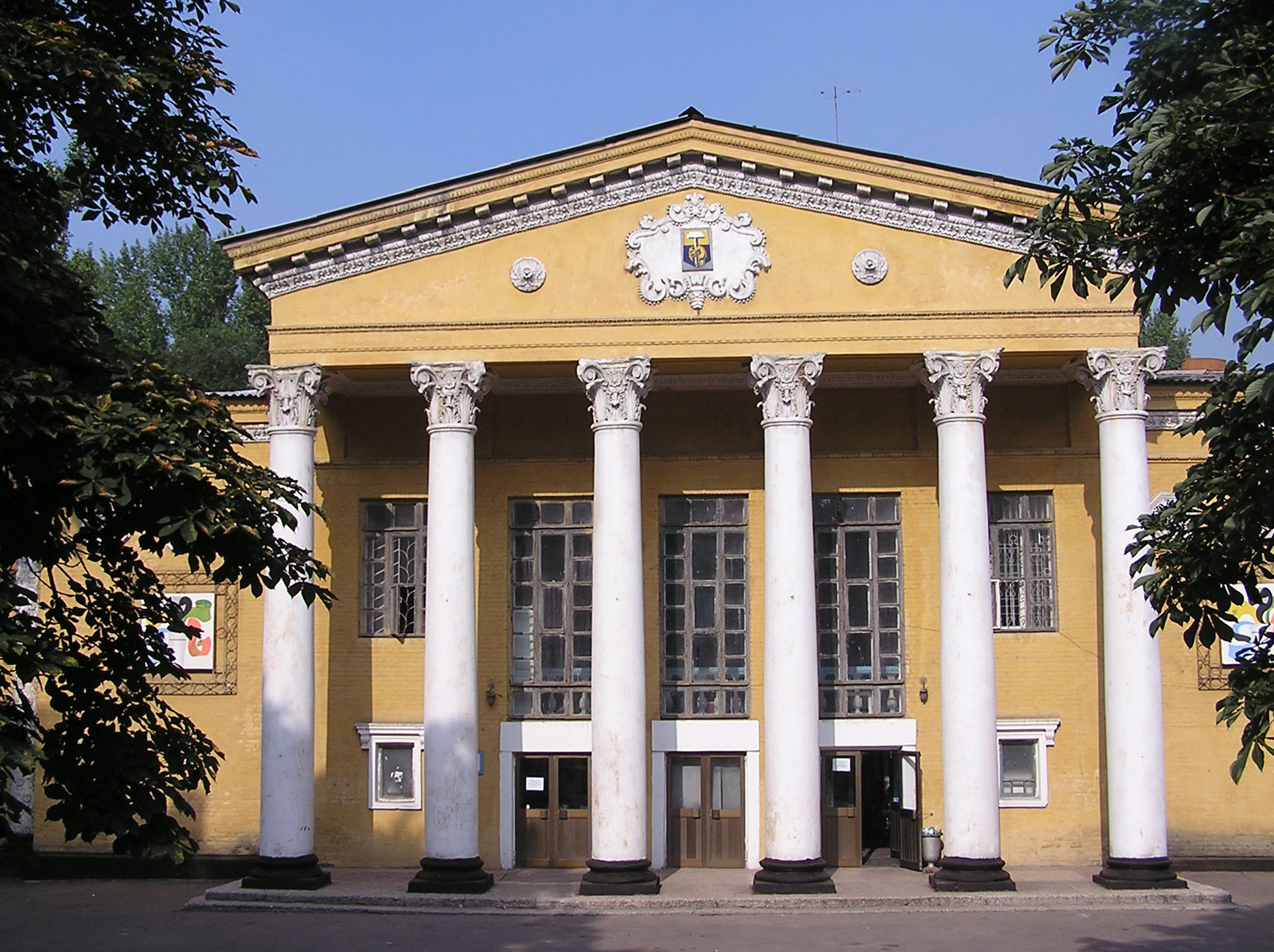
Фасад палацу спорту «Шахтар»
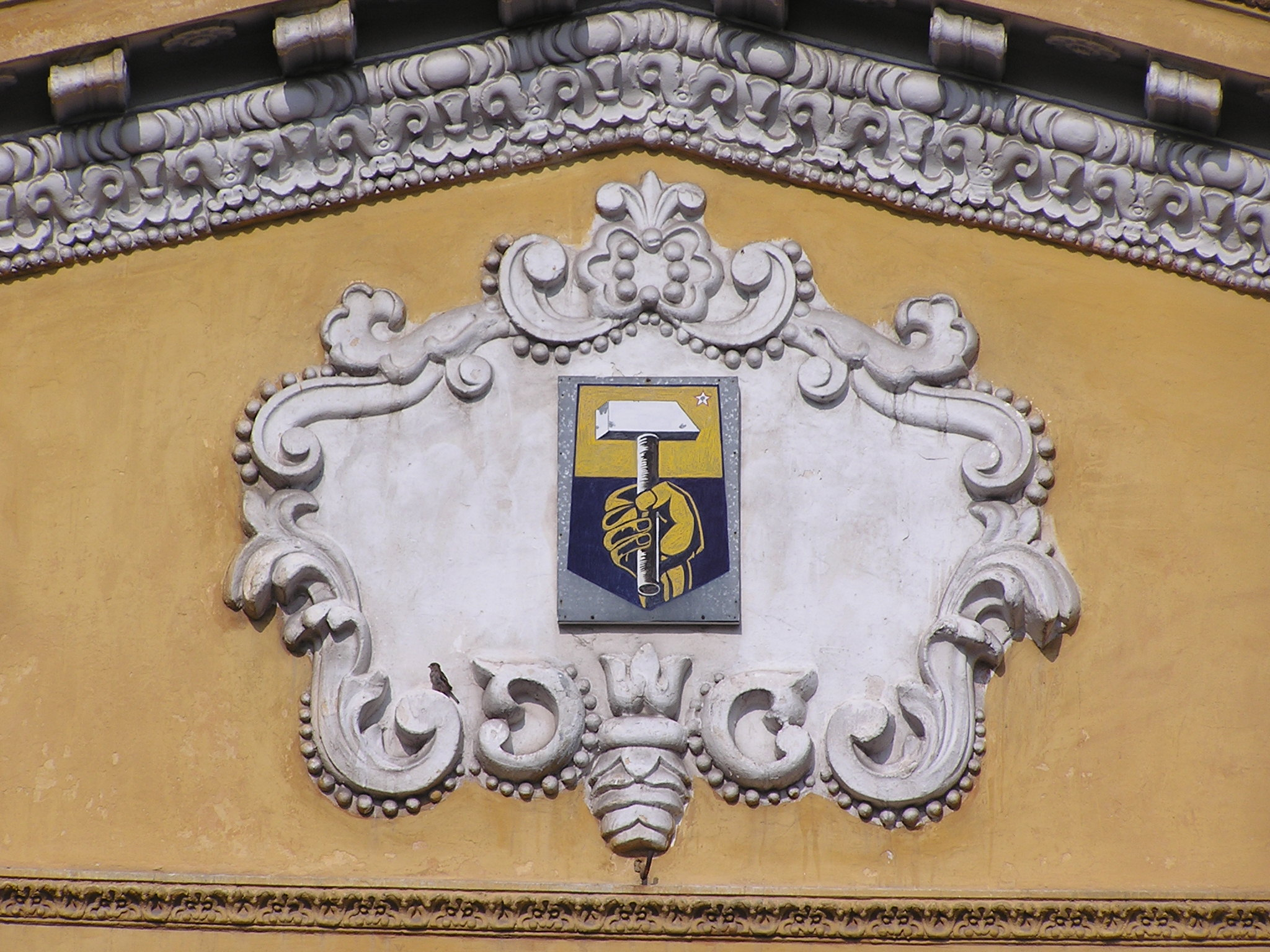
Герб Донецька на фасаді Палацу спорту «Шахтар»
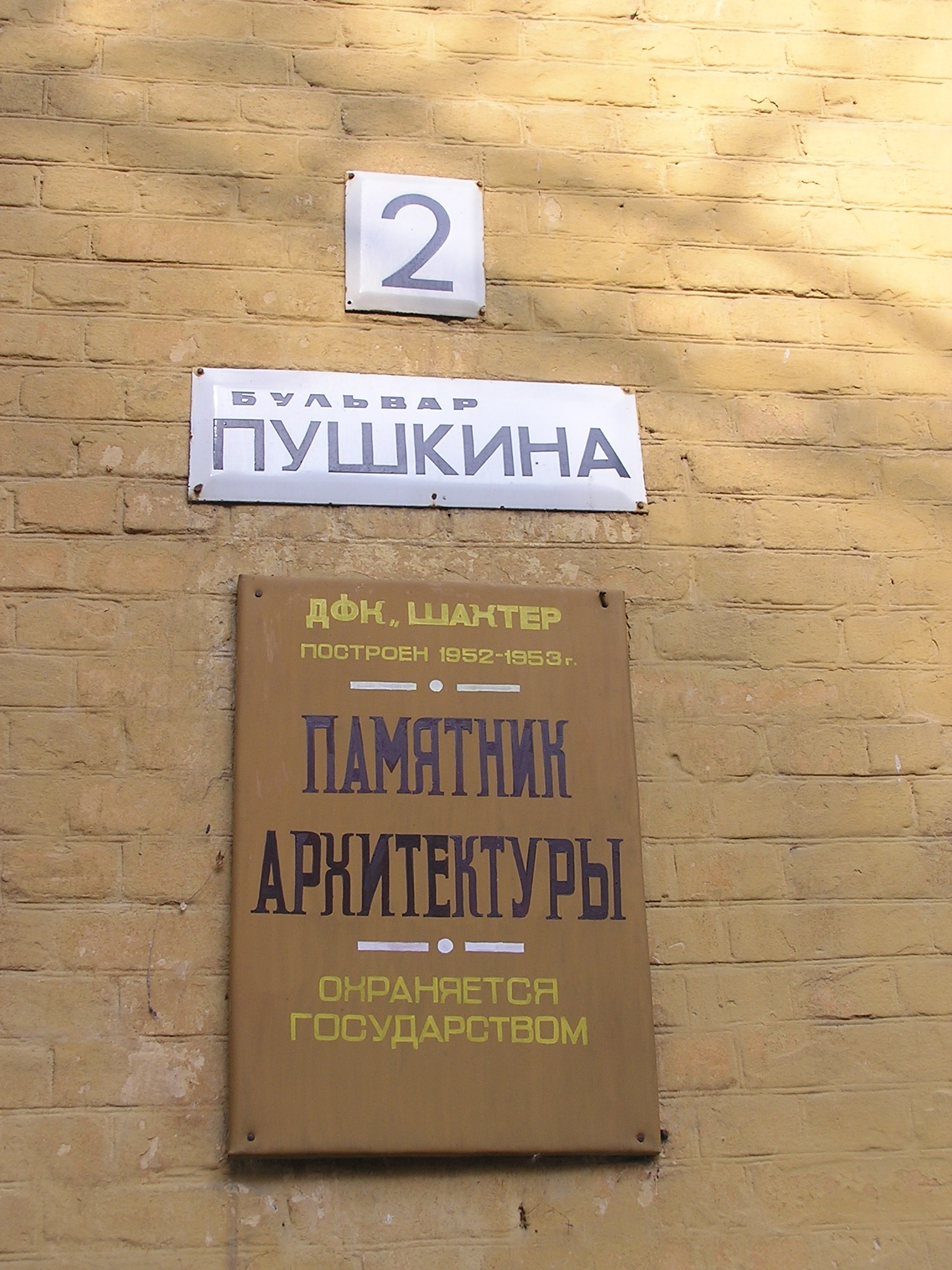
Табличка про статус пам'ятника архітектури
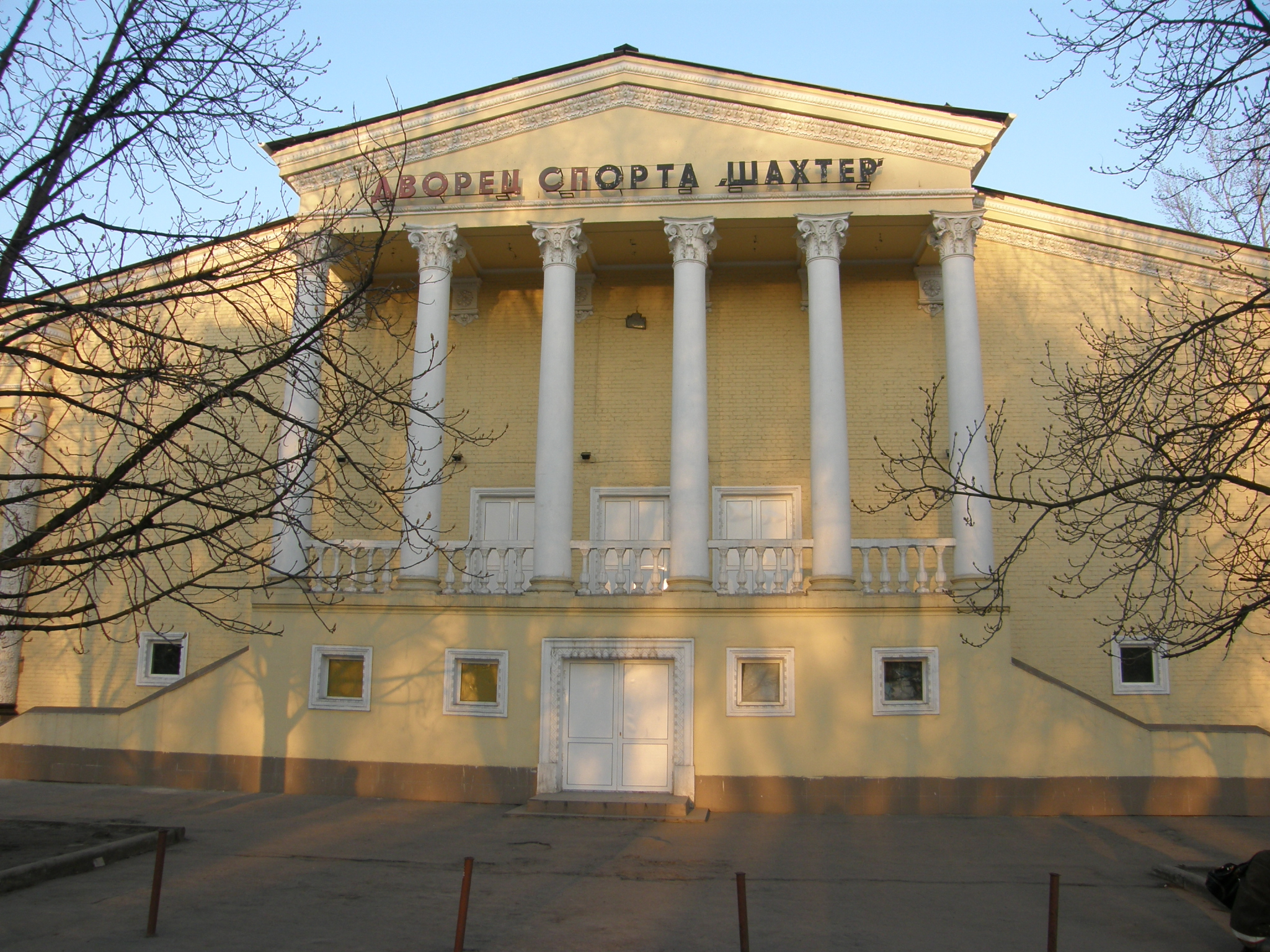
Тильна сторона будівлі, яка виходить на вулицю Університетську